# Jonville-en-Woëvre
Jonville-en-Woëvre é uma comuna francesa na região administrativa de Grande Leste, no departamento de Meuse. Estende-se por uma área de 10,81 km². Em 2010 a comuna tinha 148 habitantes (densidade: 13,7 hab./km²).